# Kaplassaari (ö i Södra Savolax)
Kaplassaari är en ö i Finland. Den ligger i sjön Pihlajavesi och i kommunen Sulkava i den ekonomiska regionen  Nyslotts ekonomiska region  och landskapet Södra Savolax, i den sydöstra delen av landet, 250 km nordost om huvudstaden Helsingfors. Öns area är 4,4 hektar och dess största längd är 310 meter i sydöst-nordvästlig riktning.